# Renata Scotto
Renata Scotto (Savona, 24 febbraio 1934 – Savona, 16 agosto 2023) è stata un soprano e regista teatrale italiana.

## Biografia
Studiò canto a Milano, prima con il baritono Emilio Ghirardini e successivamente con Mercedes Llopart. Partita come contralto, si scoprì, dopo tre anni di studio, soprano lirico-leggero e in seguito drammatico d'agilità. Appena diciannovenne debuttò nel 1952 al Teatro Gabriello Chiabrera della sua città come protagonista de La traviata.
Nel 1953 fu al Teatro Nuovo di Milano ancora con La traviata, all'Alfieri di Torino in Margherita da Cortona di Licinio Refice ed esordì al Teatro alla Scala nel ruolo di Walter ne La Wally: era il 7 dicembre, serata inaugurale della stagione, e la Scotto ebbe un'affermazione personale.
Nel 1957 il Teatro alla Scala rappresentò a Edimburgo La sonnambula, con Maria Callas. Dato il grande successo, si decise di aggiungere altre recite, ma la Callas aveva altri impegni e non poté cantare; così, con solo due giorni di preavviso, il 3 settembre Renata Scotto la sostituì: fu un successo enorme grazie al quale divenne una stella internazionale. Nel 1965 debuttò con Madama Butterfly al Metropolitan Opera di New York, dove fu presente in 319 rappresentazioni fino a 1987, e alla Royal Opera House di Londra con La traviata.
Nel 1976 cantò Zaira di Bellini al Teatro Massimo Vincenzo Bellini di Catania nella prima ripresa del secolo, di cui esiste una registrazione. Nel 1977 interpretò Mimì al Metropolitan accanto a Luciano Pavarotti, spettacolo di cui esiste la registrazione video. Negli anni successivi aggiunse parecchi nuovi ruoli al repertorio: La Medium, La voce umana, Il cavaliere della rosa (Marschallin), Erwartung di Schönberg, Parsifal (Kundry), Elektra (Klytämnestra).
Dal 1986 si occupò anche di regie d'opera: la prima fu Madama Butterfly al Metropolitan Opera, lavoro approdato poi sui palcoscenici dell'Arena di Verona, dell'Opera di Miami e di Genova. Nel 1995, alla New York City Opera, diresse La traviata, ripresa in diretta televisiva, che s'aggiudicò il prestigioso Emmy Award come miglior evento televisivo dal vivo. Dall 1997 fu Accademica di Santa Cecilia. Nello stesso anno fondò l'"Accademia Operistica Renata Scotto". Il 27 febbraio 2011 ricevette il premio "Met Legends".
Dopo aver risieduto negli Stati Uniti, ha fatto ritorno in Italia e ha abitato a Noli. Ha collaborato con il Teatro dell'opera giocosa firmando le regie di Madama Butterfly, La traviata, La bohème, Tosca e, ancora nell'estate 2023, La voce umana. La sua ultima apparizione pubblica risale al 2022, in occasione del documentario in due episodi a lei dedicato dal titolo "Giacomo Puccini e Renata Scotto", realizzato presso il Museo teatrale alla Scala di Milano e andato in onda sull'emittente televisiva Classica HD.
Vedova dal 2021 del violinista Lorenzo Anselmi, già primo violino della Scala, è morta a Savona all'età di 89 anni.

## Repertorio

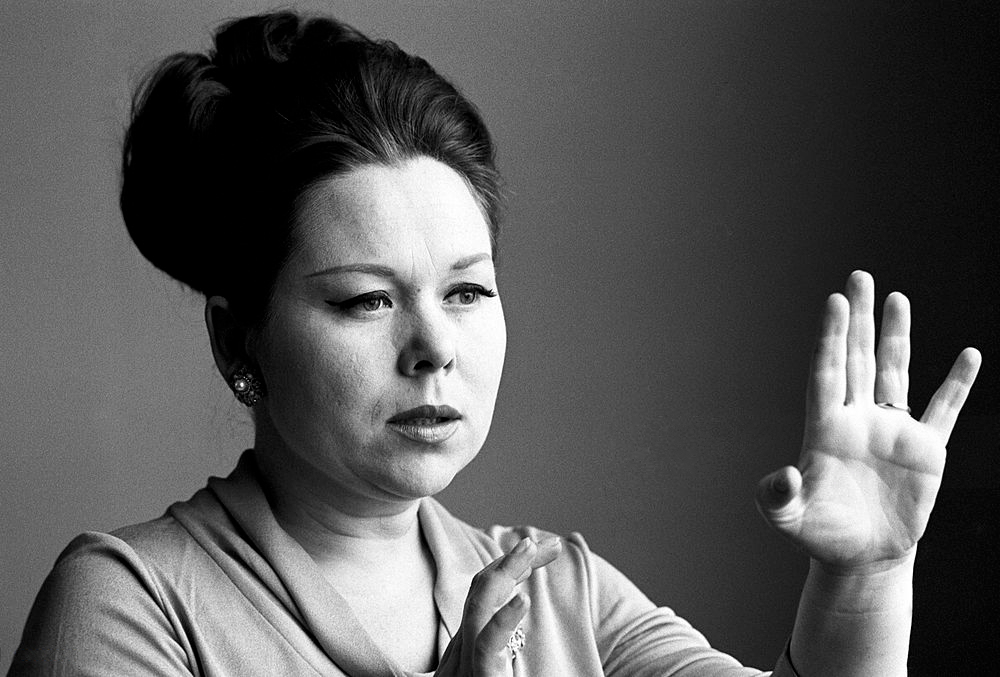
Renata Scotto a Milano nel 1967

| Ruolo                | Titolo                         | Autore      |
| -------------------- | ------------------------------ | ----------- |
| Alaide               | La straniera                   | Bellini     |
| Zaira                | Zaira                          | Bellini     |
| Giulietta Capuleti   | I Capuleti e i Montecchi       | Bellini     |
| Amina                | La sonnambula                  | Bellini     |
| Norma                | Norma                          | Bellini     |
| Walter               | La Wally                       | Catalani    |
| Glauce               | Medea                          | Cherubini   |
| Adriana              | Adriana Lecouvreur             | Cilea       |
| Adina                | L'elisir d'amore               | Donizetti   |
| Anna Bolena          | Anna Bolena                    | Donizetti   |
| Lucia Ashton         | Lucia di Lammermoor            | Donizetti   |
| Maria di Rohan       | Maria di Rohan                 | Donizetti   |
| Norina               | Don Pasquale                   | Donizetti   |
| Maddalena di Coigny  | Andrea Chénier                 | Giordano    |
| Fedora               | Fedora                         | Giordano    |
| Antonida             | Una vita per lo Zar            | Glinka      |
| Marguerite           | Faust                          | Gounod      |
| Baucis               | Philémon et Baucis             | Gounod      |
| Nedda                | Pagliacci                      | Leoncavallo |
| Santuzza             | Cavalleria rusticana           | Mascagni    |
| Suzel                | L'amico Fritz                  | Mascagni    |
| Charlotte            | Werther                        | Massenet    |
| Madame Flora         | The Medium                     | Menotti     |
| Isabelle             | Robert le diable               | Meyerbeer   |
| Berthe               | Le prophéte                    | Meyerbeer   |
| Vitellia             | La clemenza di Tito            | Mozart      |
| Serpina              | La serva padrona               | Pergolesi   |
| La Gioconda          | La Gioconda                    | Ponchielli  |
| Elle                 | La voix humaine                | Poulenc     |
| Anna                 | Le Villi                       | Puccini     |
| Fidelia              | Edgar                          | Puccini     |
| Manon Lescaut        | Manon Lescaut                  | Puccini     |
| Mimì Musetta         | La bohème                      | Puccini     |
| Floria Tosca         | Tosca                          | Puccini     |
| Cio-Cio-San          | Madama Butterfly               | Puccini     |
| Giorgetta            | Il tabarro                     | Puccini     |
| Suor Angelica        | Suor Angelica                  | Puccini     |
| Lauretta             | Gianni Schicchi                | Puccini     |
| Liù                  | Turandot                       | Puccini     |
| Cecilia              | Cecilia                        | Refice      |
| Fanny                | La cambiale di matrimonio      | Rossini     |
| Rosina               | Il barbiere di Siviglia        | Rossini     |
| La donna             | Erwartung                      | Schönberg   |
| Giulia               | La Vestale                     | Spontini    |
| Clitennestra         | Elektra                        | Strauss     |
| La Marescialla       | Der Rosenkavalier              | Strauss     |
| Abigaille            | Nabucco                        | Verdi       |
| Giselda              | I Lombardi alla prima crociata | Verdi       |
| Lady Macbeth         | Macbeth                        | Verdi       |
| Luisa Miller         | Luisa Miller                   | Verdi       |
| Gilda                | Rigoletto                      | Verdi       |
| Leonora              | Il trovatore                   | Verdi       |
| Violetta Valery      | La traviata                    | Verdi       |
| Amelia               | Un ballo in maschera           | Verdi       |
| Duchessa Elena       | I vespri siciliani             | Verdi       |
| Elisabetta di Valois | Don Carlo                      | Verdi       |
| Desdemona            | Otello                         | Verdi       |
| Mrs Alice Ford       | Falstaff                       | Verdi       |
| Kundry               | Parsifal                       | Wagner      |
| Francesca            | Francesca da Rimini            | Zandonai    |

## Discografia

### Incisioni in studio
| Anno | Titolo Ruolo                       | Cast                                                                           | Direttore                   | Etichetta           |
| ---- | ---------------------------------- | ------------------------------------------------------------------------------ | --------------------------- | ------------------- |
| 1957 | Medea Glauce                       | Maria Callas, Mirto Picchi, Miriam Pirazzini, Giuseppe Modesti                 | Tullio Serafin              | EMI                 |
| 1959 | La cambiale di matrimonio Fannì    | Nicola Monti, Renato Capecchi, Rolando Panerai, Mario Petri                    | Renato Fasano               | Ricordi             |
|      | Lucia di Lammermoor Lucia Ashton   | Giuseppe Di Stefano, Ettore Bastianini, Ivo Vinco                              | Nino Sanzogno               | Ricordi             |
|      | La serva padrona Serpina           | Sesto Bruscantini                                                              | Renato Fasano               | Ricordi             |
| 1960 | Rigoletto Gilda                    | Ettore Bastianini, Alfredo Kraus, Fiorenza Cossotto                            | Gianandrea Gavazzeni        | Ricordi             |
| 1961 | La bohème Mimì                     | Gianni Poggi, Tito Gobbi, Giuseppe Modesti                                     | Antonino Votto              | Deutsche Grammophon |
| 1962 | La traviata Violetta Valery        | Gianni Raimondi, Ettore Bastianini                                             | Antonino Votto              | Deutsche Grammophon |
| 1964 | Rigoletto Gilda                    | Dietrich Fischer-Dieskau, Carlo Bergonzi, Ivo Vinco, Fiorenza Cossotto         | Rafael Kubelík              | Deutsche Grammophon |
| 1965 | Turandot Liù                       | Birgit Nilsson, Franco Corelli, Bonaldo Giaiotti                               | Francesco Molinari-Pradelli | EMI                 |
| 1966 | Madama Butterfly Cio-Cio-San       | Carlo Bergonzi, Rolando Panerai, Anna di Stasio                                | John Barbirolli             | EMI                 |
| 1976 | Andrea Chénier Maddalena di Coigny | Plácido Domingo, Sherrill Milnes, Maria Ewing, Enzo Dara                       | James Levine                | RCA                 |
|      | Le Prophète Berthe                 | James McCracken, Marilyn Horne, Jules Bastin, Jerome Hines                     | Henry Lewis                 | CBS                 |
|      | Suor Angelica                      | Marilyn Horne, Ileana Cotrubaș                                                 | Lorin Maazel                | CBS                 |
| 1977 | Adriana Lecouvreur                 | Placido Domingo, Sherrill Milnes, Elena Obraztsova                             | James Levine                | CBS                 |
|      | Il tabarro Giorgetta               | Placido Domingo, Ingvar Wixell                                                 | Lorin Maazel                | CBS                 |
|      | Nabucco Abigaille                  | Matteo Manuguerra, Nicolai Ghiaurov, Veriano Luchetti, Elena Obraztsova        | Riccardo Muti               | EMI                 |
|      | Madama Butterfly Cio-Cio-San       | Placido Domingo, Sherrill Milnes, Gillian Knight, Florindo Andreolli           | Lorin Maazel                | CBS                 |
| 1978 | Cavalleria rusticana Santuzza      | Placido Domingo, Pablo Elvira, Isola Jones                                     | James Levine                | RCA                 |
|      | Otello Desdemona                   | Placido Domingo, Sherrill Milnes, Paul Plishka, Jean Kraft                     | James Levine                | RCA                 |
| 1979 | La bohème Mimì                     | Alfredo Kraus, Matteo Manuguerra, Sherrill Milnes, Carol Neblett, Paul Plishka | James Levine                | EMI                 |
|      | Norma                              | Tatiana Troyanos, Giuseppe Giacomini, Paul Plishka, Ann Murray                 | James Levine                | Sony                |
|      | Pagliacci Nedda                    | José Carreras, Kari Nurmela, Ugo Benelli, Thomas Allen                         | Riccardo Muti               | EMI                 |
|      | Le Villi Anna                      | Placido Domingo, Leo Nucci, Tito Gobbi                                         | Lorin Maazel                | CBS                 |
| 1980 | Tosca Floria Tosca                 | Placido Domingo, Renato Bruson, Renato Capecchi                                | James Levine                | EMI                 |
|      | La traviata Violetta Valery        | Alfredo Kraus, Renato Bruson, Sarah Walker                                     | Riccardo Muti               | EMI                 |
| 1981 | Il segreto di Susanna Susanna      | Renato Bruson                                                                  | John Pritchard              | CBS                 |

### Registrazioni dal vivo
- Bellini; I Capuleti e i Montecchi. Claudio Abbado, 1968
- Bellini, La Sonnambula. Cillario, 1972, Covent Garden
- Bellini, La Sonnambula, Santi, La Fenice 1961
- Bellini, La Straniera, Gracis.
- Bellini, Norma, Muti, Firenze 1981
- Bellini, Zaira, Belardinelli, Catania 1976
- Bizet, Carmen (Micaela), Molinari-Pradelli
- Cilea; Adriana Lecouvreur; Gavazzeni
- Donizetti, Don Pasquale, Franci
- Donizetti, L'elisir d'amore, Gavazzeni
- Donizetti. Lucia di Lamermoor, Gavazzeni
- Donizetti. Lucia di Lamermoor, Rigacci
- Donizetti, Maria di Rohan, Gavazzeni
- Donizetti, Anna Bolena, Dallas, Rudel, 1980
- Gounod, Philemon et Baucis, Sanzogno
- Gounod, Faust, Parodi
- Meyerbeer, Roberto Il Diavolo, Sanzogno
- Ponchielli, La Gioconda, Bartoletti
- Puccini; Madama Butterfly, Adler, San Francisco 1965
- Puccini, Madama Butterfly, Basile
- Refice; Cecilia, Campori
- Respighi; Il Tramonto, Fulton, Tokyo String Quartet
- Rossini, Il barbiere di Siviglia, Bellezza
- Spontini, La Vestale, Picchi
- Verdi, I Lombardi, Gavazzeni
- Verdi, I Vespri Siciliani, Gavazzeni
- Verdi, I Vespri Siciliani, Muti
- Verdi, La Traviata, Cillario
- Verdi, Requiem, Abbado, Rome 1977
- Verdi, Rigoletto, Giulini
- Verdi, Otello, Muti, Firenze, 1980

## Recital
- Verdi; Songs, Washington
- The very best of Renata Scotto; Arias y escenas; EMI
- Italian Opera Arias; Gavazzeni; SONY 1976
- Aria & Song, Mascagni-Liszt-Scarlatti-Rossini, Ivan Davis
- French Recital (Berlioz, Offenbach, Massenet, Thomas, Gounod), Rosenkrans
- Haydn-Donizetti-Faure-Puccini Recital, Arnaltes
- Christmas with Scotto, Anselmi

## DVD
- Donizetti. L'elisir d'amore. Gavazzeni. Firenze, 1967
- Donizetti. Lucia di Lamermoor. Bartoletti, Tokyo 1967
- Gounod. Faust. Ethuin, Tokyo, 1973
- Puccini; La Boheme; Levine (Mimi), Met 1977
- Puccini. La Boheme; Levine (Musetta), Met 1982
- Puccini. Manon Lescaut; Levine; Met 1983
- Verdi. La Traviata; Verchi, Tokyo 1973
- Verdi. Luisa Miller; Levine; Met 1979
- Zandonai. Francesca da Rimini, Levine; Met 1984
- Recital in Budapest 1991, Lukacs
- In Concert and Recital in Montreal 1986, Fulton, Armenian